# Curbi
Tobias Paul Curwen-Bingley (Halstead, 27 oktober 1998), beter bekend als Curbi is een Brits diskjockey en muziekproducent van future house en bass house. Hij brak door met Discharge in 2014 op Spinnin' Records.

## Carrière

### 2013–2015: Doorbraak
In 2013 begon Curbi met het produceren van elektronische muziek. Hij gebruikte hiervoor het programma FL Studio en plaatste zijn eerste tracks op SoundCloud. In oktober 2013 werd zijn nummer Emotion voor het eerst op de radio gespeeld tijdens de BBC Introducing Show. Het sloeg aan en herhaalde deze successen in januari en april 2014 met de singles Restate, Steeper en Dime.
Gedurende het jaar richtte hij zijn eigen label op, Tackle Records, alleen dit was voor korte duur. Eind 2014 tekende hij een platencontract bij het Nederlandse Spinnin' Records, nadat hij was ontdekt door de Nederlandse DJ en producer Oliver Heldens.
Op 27 januari 2015 debuteerde zijn single Discharge op Heldeep Radio, de radioshow van Oliver Heldens. Op 2 maart 2015 werd zijn single uitgebracht op Beatport en behaalde hij de tweede plaats in de Beatport Top 100 Charts. Ook werd er een muziekvideo uitgebracht op het YouTube-kanaal van Spinnin' Records. Op 20 april 2015 werd zijn remix van Rumor van de Nederlandse Pep & Rash uitgebracht op de officiële remix-ep van de single. Een maand later produceerde hij een remix van Showtek's 90's By Nature, die op 11 mei 2015 op Beatport werd uitgebracht.
Op 15 juni 2015 bracht Curbi zijn volgende twee singles Rubber en Steeper uit op Beatport. Rubber behaalde de 12e plaats in de Top 100 Charts, terwijl Steeper de hitlijsten niet haalde. Op 17 augustus 2015 bracht hij samen met Fox Stevenson het nummer Hoohah uit. Deze single werd geproduceerd tijdens een Spinnin' Records Writers Camp en behaalde de 5e plaats in de Beatport Charts.
Op 30 oktober 2015 volgde de single Butterfly Effect, die hij samen met het Nederlandse producerduo Bougenvilla produceerde. Het nummer bereikte de 15e plaats in de Beatport Charts. In december 2015 werd hij benoemd tot een van de doorbraakartiesten van 2015 door Beatport. Zijn nummer Discharge werd vervolgens opnieuw uitgebracht op een sampler van Beatport.

### 2016: Debuut-ep
Op 1 januari 2016 werd Curbi's eerste ep uitgebracht op Spinnin' Records. Twee weken later werd de Fraternité ep ook uitgebracht op Beatport en Spotify. Op 22 februari 2016 bracht hij zijn volgende solosingle uit met de titel 51. Op 6 juni 2016 bracht hij een nieuwe single uit met de naam Triple Six, waarbij een muziekvideo werd uitgebracht die eruitziet als een videospel. Curbi zei dat het altijd zijn droom was geweest om zijn eigen videospel te creëren. Op 7 oktober 2016 bracht Curbi zijn nieuwe single Red Point uit.

### 2017: Shinai & Bruh
Op 6 maart 2017 bracht Curbi zijn nieuwe single Shinai uit. Ook in maart 2017 bracht hij samen met opkomende Nederlandse diskjockey Mesto het nummer Bruh uit.

### 2023: Seeing is Believing
In oktober 2022 kondigde Curbi aan dat hij zijn eigen label Seeing is Believing zou oprichten, waar zijn eigen nummers sinds januari 2023 ook worden uitgebracht.

## Discografie

### Ep's
- 2016: Fraternité ep
- 2017: Dash ep
- 2018: Redliners ep
- 2022: The Pattern ep

### Singles
2014:
- Dime
- Steeper (met Ash O’Connor)

2015:
- Friendzoned
- Discharge
- Rubber
- Hoohah (met Fox Stevenson)
- Butterfly Effect (met Bougenvilla)

2016:
- Selection A (als nummer in Fraternité ep)
- 100 Percent (als nummer in Fraternité ep)
- Circus (als nummer in Fraternité ep)
- 51
- Triple Six
- Red Point

2017:
- Shinai
- BRUH (feat. Mesto)
- Funki (als nummer in Dash ep)
- Equals (als nummer in Dash ep)
- Some Shots (als nummer in Dash ep)
- Insect (als nummer in Dash ep)
- Let's Go (feat. Mike Williams, Lucas & Steve)
- LYM (feat. Hasse de Moor)
- B.T.F.U.
- RUDE

2018:
- Booti
- Blow Up
- Get Down (feat. Quintino)
- Polar
- Imma Show You (feat. Hasse de Moor)
- Whip It
- Bounce Mechanism

2019:
- ADHD (feat. Hasse de Moor)
- Spiritual(Mriya) (feat. Brooke Tomlinson)
- Redeem
- Flip It
- Too Much
- Don’t Stop (feat. RayRay)

2020:
- Feel (feat. Helen)
- Get It (feat. Cesqeaux)
- Alcoholic (feat. Hasse de Moor)
- Feel (feat. Helen) [Scott Rill Remix]
- Take Me There (met Mike Williams)
- Jaw Drop
- Supwerpowers (feat. Helen)
- Navigator (met AC Slater)
- BB Got Me Like (met RayRay)
- MOVE! (Brawl Stars Anthem)
- Lied To (met Jess Ball)

2021:
- Make Amends (met Tchami & Kyan Palmer)
- Famous Last Words (met Moksi)
- Breathe
- Vertigo (feat. PollyAnna)
- The Drum (met Mike Cervello)
- Seeing is Beleving
- What You Like
- Safe and Sound (Teil der 'The Pattern ep')
- Catharsis (Intro) (Teil der 'The Pattern ep')
- Echo (Teil der 'The Pattern ep')
- FCK (Teil der 'The Pattern ep')
- Open Your Mind (Teil der 'The Pattern ep')
- Show (Teil der 'The Pattern ep')
- Satisfying

2022:
- Losing Sleep (feat. Helen)
- Crave The Bassline (met AC Slater)

### Remixen
2015:
- Pep & Rash – Rumors
- Showtek feat. MC Ambush – 90’s By Nature

2016:
- Cheat Codes feat. Dante Klein – Let Me Hold You (Turn Me On)
- Eva Simons & Sidney Samson – Escape From Love
- Felix Jaehn feat. Alma – Bonfire
- Galantis – No Money

2017:
- Gramercy – Changes
- The Him feat. LissA – I Wonder

2018:
- DJ Snake feat. Lauv – A Different Way
- Martin Garrix & David Guetta feat. Jamie Scott & Romy Dya – So Far Away
- Zedd & Maren Morris & Grey – The Middle
- Steve Aoki feat. Ina Wroldsen – Lie to Me
- NOTD & Felix Jaehn feat. Georgia Ku & Captain Cuts – So Close

2019:
- Kris Kross Amsterdam, Ally Brooke, Messiah – Vámonos
- Fox Stevenson – Brusies
- Moksi & Chace – Doorman

## Privé
Curbi is woonachtig in Amsterdam.